# Космонавтлар (станція метро)
41°18′18″ пн. ш. 69°15′55″ сх. д. / 41.30500° пн. ш. 69.26528° сх. д.
«Космонавтлар» (узб. Kosmonavtlar — «Космонавтів») — станція Узбекистонської лінії Ташкентського метрополітену. Розташована між станціями Ойбек і Узбекистон. Відкрита 8 грудня 1984 у складі дільниці Алішер Навої — Тошкент (перша черга будівництва лінії).

## Конструкція
Колонна трипрогінна станція мілкого закладення з однією прямою острівною платформою. Має два підземних вестибюля.

## Колійний розвиток
За станцію розташована службова сполучна гілка до Юнусободської лінії

## Оздоблення
Архітектурне оздоблення станції присвячено темі космосу. Інтер'єр прикрашено блакитними керамічними медальйонами із зображеннями Улугбека, Ікара, Валентини Терешкової, Юрія Гагаріна тощо. Стеля, нагадує Чумацький шлях, на якому світяться скляні зірочки. Колійні стіни платформи від підлоги до стелі по всій довжині платформи поступово переходять від блакитного кольору до темно-синього, нагадуючи атмосферу Землі. Круглі колони платформи покриті склом, також металом, гранітом і мармуром оброблені вестибюлі станції, оздобленн вестибюлів виконана, як і станція, на тему освоєння космосу.

## Пересадки
- Автобуси: 57, 67, 90, 140.